# Tereszpol (gmina)
Tereszpol – gmina wiejska w województwie lubelskim, w powiecie biłgorajskim.
W latach 1975–1976 gmina położona była w województwie zamojskim. W 1976 roku została zniesiona – jej obszar podzielono między gminy Biłgoraj (sołectwa Bukownica i Hedwiżyn) i Zwierzyniec (sołectwa Lipowiec, Szozdy, Tereszpol-Kukiełki, Tereszpol-Zaorenda i Tereszpol-Zygmunty). Odtworzona w 1984 (bez sołectwa Hedwiżyn) w składzie województwa zamojskiego. 1 stycznia 1999 gmina znalazła się w nowo utworzonym powiecie biłgorajskim województwa lubelskiego.
Oficjalna siedziba gminy to Tereszpol (nie istnieje taka miejscowość), choć urząd gminy znajduje się we wsi Tereszpol-Zaorenda.
Według danych z 31 grudnia 2019 roku gminę zamieszkiwało 3878 osób.

## Struktura powierzchni
Według danych z roku 2002 gmina Tereszpol ma obszar 144,03 km², w tym:
- użytki rolne: 25%
- użytki leśne: 71%

Gmina stanowi 8,58% powierzchni powiatu.

## Demografia

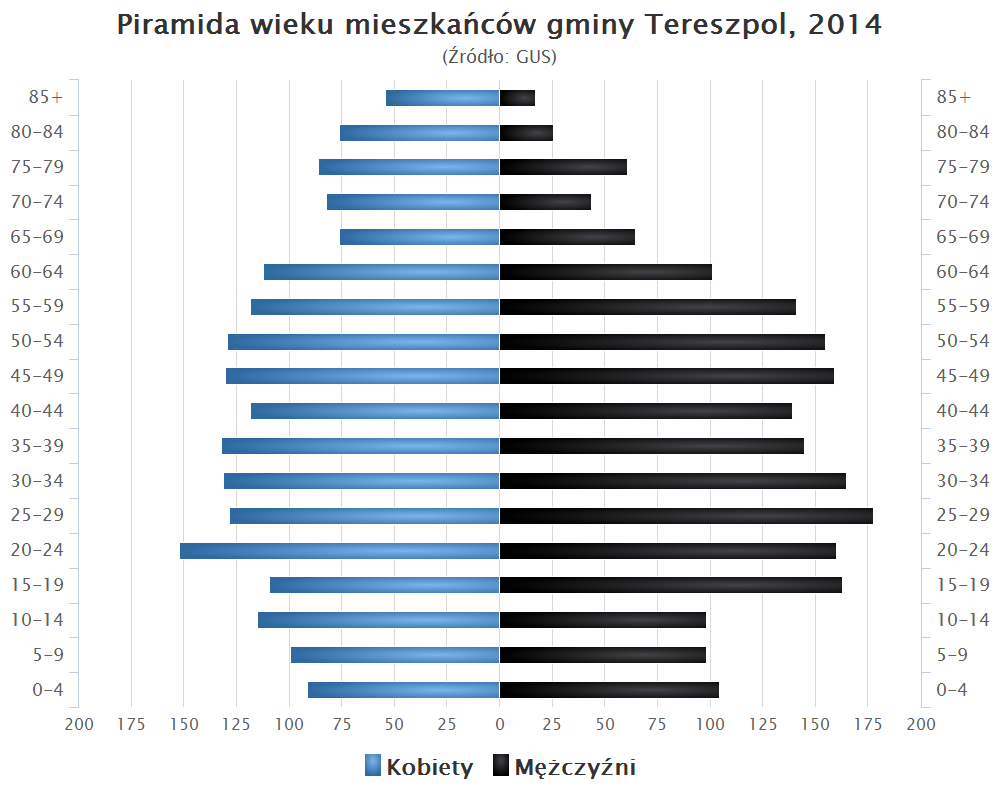
Piramida wieku mieszkańców gminy Tereszpol w 2014 roku

Dane z 30 czerwca 2004:
| Opis                              | Ogółem | Ogółem | Kobiety | Kobiety | Mężczyźni | Mężczyźni |
| --------------------------------- | ------ | ------ | ------- | ------- | --------- | --------- |
| jednostka                         | osób   | %      | osób    | %       | osób      | %         |
| populacja                         | 4037   | 100    | 1986    | 49,2    | 2051      | 50,8      |
| gęstość zaludnienia (mieszk./km²) | 28     | 28     | 13,8    | 13,8    | 14,2      | 14,2      |

## Sołectwa
Bukownica, Lipowiec, Panasówka, Szozdy, Tereszpol-Zaorenda, Tereszpol-Kukiełki, Tereszpol-Zygmunty

## Sąsiednie gminy
Aleksandrów, Biłgoraj, Józefów, Radecznica, Zwierzyniec